# Царевский, Алексей Александрович
 Алексей Александрович Царевский  (1855—?) — русский писатель и богослов.

## Биография
Родился 28 июля 1855 года[по какому календарю?] в Тамбовской губернии в семье священника Александра и Прасковьи Григорьевны (урожд. Евтихиевой) Царевских. Его брат Александр, в 1900 году стал епископом Василием.
В 1874 году окончил Тамбовскую духовную семинарию по I разряду и был направлен в Киевскую духовную академию.
Был привлечён к дознанию, возникшему в начале 1877 года в Ярославле, по делу о преступной пропаганде в Ярославле и Костроме (дело Н. Антушева и др.), по обвинению в чтении запрещённых книг и в недонесении. По высшему повелению 6 декабря 1878 года дело о нём было прекращено.
Образование окончил в 1878 году в Казанской духовной академии, где получил степень кандидата богословия с правом на получение степени магистра без нового устного испытания. Стал преподавать в казанской академии; занимал кафедры славянских наречий и истории иностранных литератур, а затем занял кафедру славянского языка, палеографии и истории русской словесности. Был экстраординарным профессором русского и церковно-славянского языков (с палеографией) и истории русской литературы; имел чин коллежского советника.